# Пробоподготовка

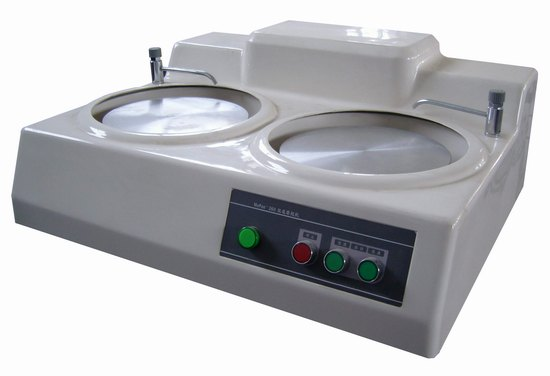
Шлифовально-полировальный станок для пробоподготовки

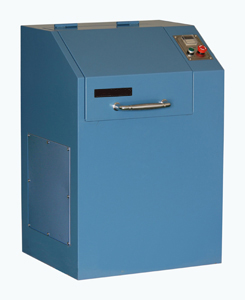
лабораторная мельница для пробоподготовки

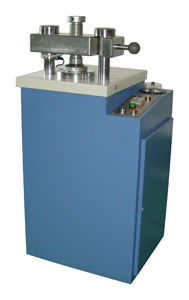
лабораторный пресс для пробоподготовки

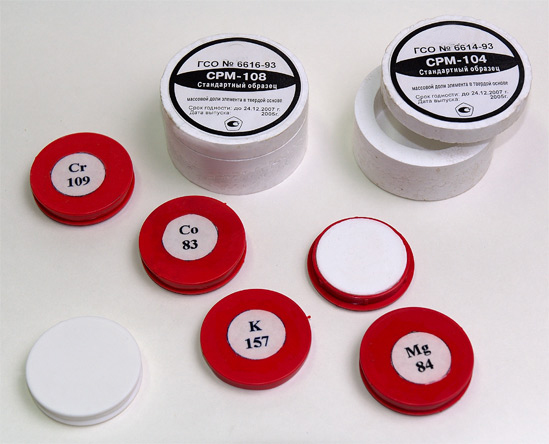
пример проб

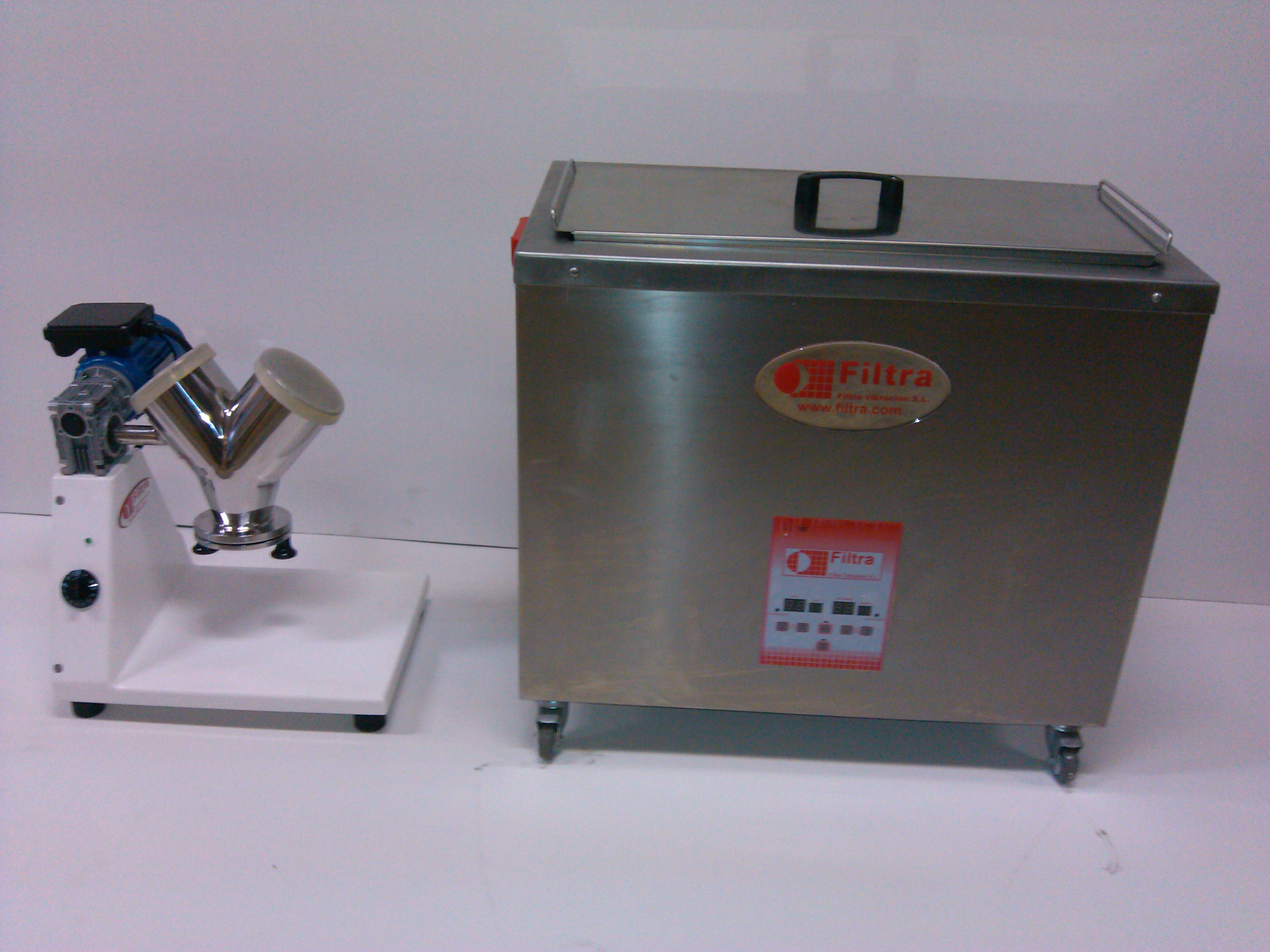
Лабораторный смеситель и ультразвуковая ванна

Пробоподготовка (подготовка пробы)  — совокупность действий над объектом анализа (измельчение, гомогенизация, экстракция, гидролиз, осаждение и пр.) с целью превращения пробы в подходящую для последующего анализа форму (сухой остаток, раствор и пр.), состояние вещества (основание, солевая форма, гидролиз конъюгатов и пр.), а также для концентрирования/разбавления аналита и избавления от мешающих анализу компонентов. 
Пробоподготовку обеспечивает система пробоподготовки — совокупность технических устройств (мешалки, дробилки, смесители, центрифуги, регуляторы давления, регуляторы расхода, дозаторы и т.д.), последовательно или параллельно производящих необходимые превращения, а также контрольно-измерительные приборы, измеряющие и контролирующие параметры технологических операций (уровнемеры, манометры, термометры и т.д.). В случае необходимости анализа газообразных проб, отбираемых непосредственно из потока среды (технологического трубопровода, входа/выхода технологического аппарата, непосредственно из технологической колонны), то основной задачей пробоподготовки является контроль и регулирование температуры, давления, расхода пробы, приведение этих параметров к требованиям анализа.
Одним из главных требований к системам пробоподготовки является их химическая инертность и стойкость, то есть способность не влиять бесконтрольно на исследуемый объект анализа, не разрушаться и не деградировать под воздействием вредных факторов, часто присутствующих при отборе и подготовке пробы, таких как:
- высокая температура (до 1000 °С) при отборе пробы дымовых газов (продуктов горения) непосредственно из дымохода печи;
- высокое давление (до 25,0 МПа) при отборе пробы природного газа непосредственно из магистрального трубопровода;
- высокие концентрации сероводорода, азотной кислоты при анализе состава хвостовых газов в процессе Клауса;

Основная задача пробоподготовки — подготовка вещества, материалов, компонентов анализа для определенного вида анализа. Пробоподготовка
помогает повысить точность получаемых результатов, расширить исследуемый диапазон значений, повысить безопасность исследования, ускорить тест, улучшить воспроизводимость и погрешность результатов.
Пробоподготовка используется в таких областях, как микроскопия, материалография, хроматография, спектроскопия, масс-спектрометрия,
рентгеноструктурный и рентгенофлуоресцентный анализ, инструментальный и мокрый химический анализ, минералогические исследования и многие другие.

## Основные задачи пробоподготовки
- первичное просушивание;
- дробление;
- сокращение (квартование) проб;
- истирание;
- гомогенизация - приведение к однородной консистенции;
- прессование;
- электролитическое полирование и травление;
- выпаривание;
- осушение;
- высокоточная подача материала (дозирование);
- перемешивание проб (диспергация);
- извлечение материала (экстракция);
- рассев, оценка крупности частиц (центрифугирование);
- термоподготовка (нагрев или охлаждение);
- понижение или повышение давления;
- разбавление;

## Основное оборудование, используемое в пробоподготовке
- пробоотборный зонд (извлечение пробы, образца);
- встроенный в линию статический смеситель для гомогенизации пробы перед экстракцией;
- лабораторный пресс для прессования проб;
- лабораторная мельница для измельчения и истирания проб;
- весы аналитические (для взвешивания взятого образца);
- дробильная машина;
- ступка для измельчения;
- истиратель, вибропривод, лабораторное сито, грохот вибрационный;
- конусный делитель (сократитель);
- шлифовально-полировальный станок для подготовки поверхности;
- отрезное оборудование для отрезания проб;
- сушильный шкаф для осушения проб;
- электропечь;
- микроволновая печь;
- лабораторная баня для нагрева, выпаривания;
- термоблок для нагрева пробирок;
- осушительный ротор для осушения проб;
- дозатор для высокоточного дозирования;
- перемешивающая платформа, мешалка (смеситель);
- экстрактор;
- регулятор давления (понижение давления), регулятор давления с внутренним электрообогревом для испарения легкокипящих жидких проб;
- компрессор, центробежный насос  (повышение давления);
- перистальтический насос (падача или откачка реагентов);
- манометр (измерение давления);
- термометр (измерение температуры);
- вентили, краны, задвижки, шиберы (запорное оборудование);
- пробоотборный баллон (сосуд для промежуточной пробы) и др.
- соединительные трубки из различных металлов и их сплавов (в том числе и специально подготовленных, с электрополированной поверхностью — см. Шпитальский Е.И.), стальные трубки со специальными покрытиями (полимеры, аморфный кремний и пр.), трубки целиком из стекла, полимеров, минералов и пр.

## Применение
- лабораторный анализ всеми известными методами;
- в нефтехимии и полимерной промышленности (непрерывный промышленный анализ состава среды методами хроматографии, спектроскопии, фотометрии и др.);
- научные исследования;
- материалография;
- экология (почвы, растительные пробы и т. п.);
- геохимическая промышленность (определение качества и состава проб руд и кернов);
- специальные (определение золота, серебра и металлов платиновой группы)